# Ангелов переулок
А́нгелов переу́лок (название утверждено 21 февраля 1995 года, ранее — Проекти́руемый прое́зд № 367) — переулок в Северо-Западном административном округе города Москвы на территории района Митино. Пролегает с востока на запад и соединяет Митинскую улицу и улицу Барышиха. Нумерация домов начинается от Митинской улицы.

## Происхождение названия
Ангелов переулок (21 февраля 1995 года).
Назван по деревне Ангелово, располагающейся к северо-западу от Митино по Пятницкому шоссе.

## Здания и сооружения
По нечётной стороне:
- Дом 1а — Торговый Центр «Куб»
- Дом 7 — Универсам «Перекресток»
- Дом 7, корпус 1 — Универсам «Пятерочка»
- Дом 7, корпус 2 — Детский сад № 2447
- Дом 9, корпус 1 — Детская поликлиника № 140 (филиал № 2)
- Дом 11, корпус 2 — Детский сад № 2447 (бывш. 2266)

По чётной стороне:
- Дом 2, корпус 2 — Дворец творчества детей и молодежи
- Дом 2, корпус 3 — Детский сад № 2304
- Дом 6 — Универмаг «Лента»
- Дом 8 — Фитнес центр СемьЯ

## Транспорт
- Ближайшая станция метро —  Пятницкое шоссе.